# Dianthidium parkeri
Dianthidium parkeri là một loài Hymenoptera trong họ Megachilidae. Loài này được Grigarick & Stange mô tả khoa học năm 1964.